# Sainte-Sabine-sur-Longève
Sainte-Sabine-sur-Longève is een gemeente in het Franse departement Sarthe (regio Pays de la Loire) en telt 609 inwoners (2004). De plaats maakt deel uit van het arrondissement Mamers.

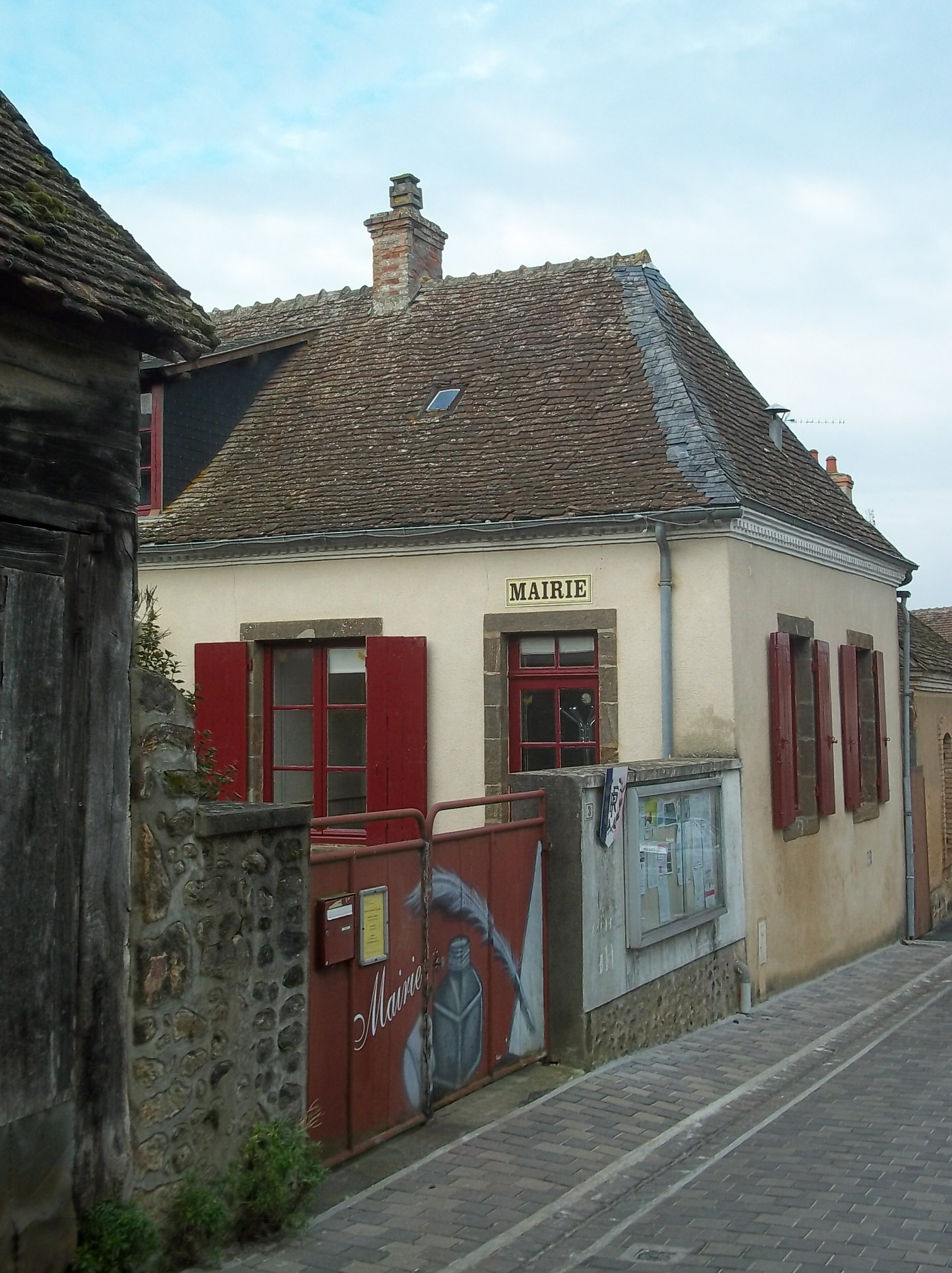
Gemeentehuis
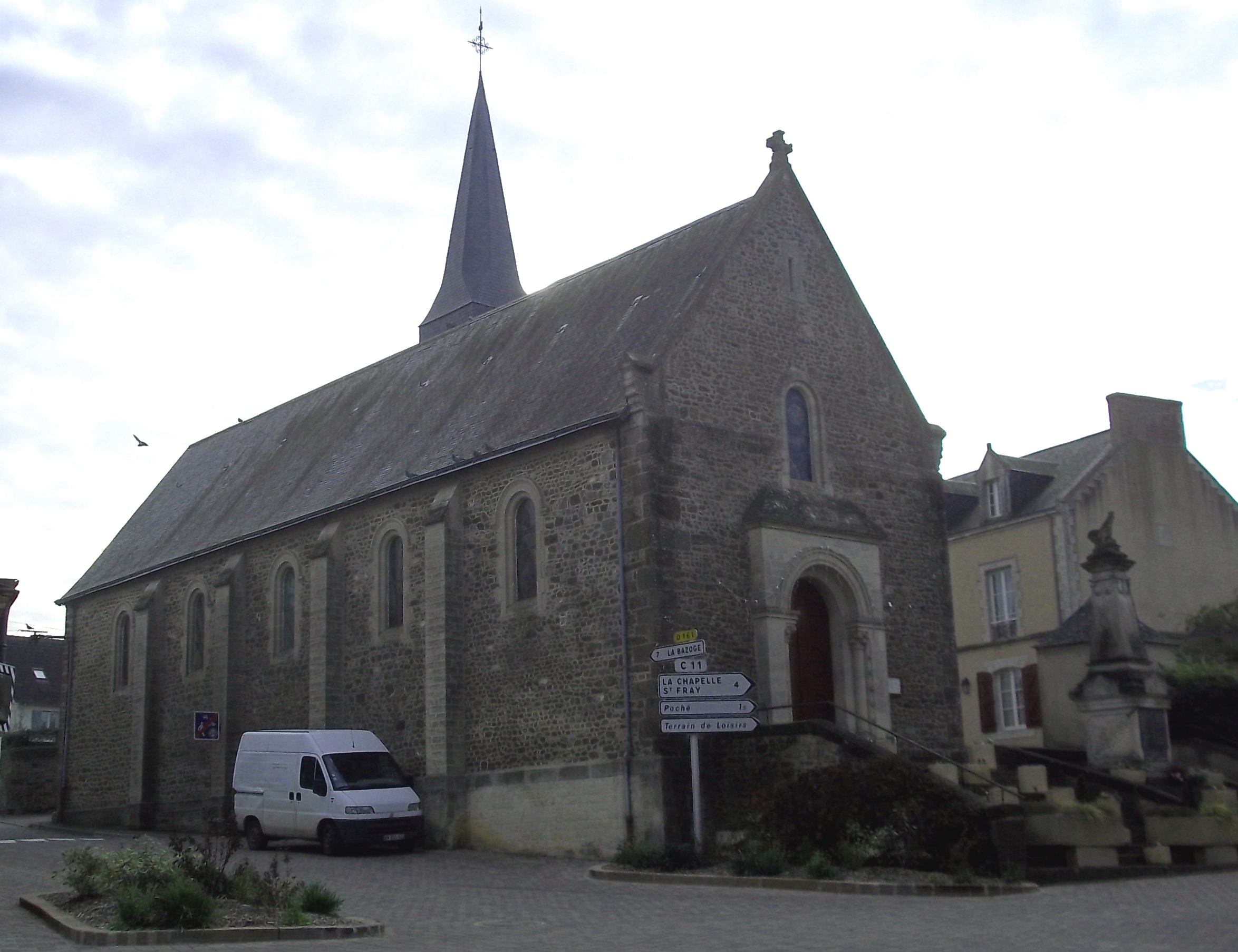
Kerk in Sainte-Sabine-sur-Longève

## Geografie
De oppervlakte van Sainte-Sabine-sur-Longève bedraagt 11,9 km², de bevolkingsdichtheid is 51,2 inwoners per km².
De onderstaande kaart toont de ligging van Sainte-Sabine-sur-Longève met de belangrijkste infrastructuur en aangrenzende gemeenten.

## Demografie
Onderstaande figuur toont het verloop van het inwonertal (bron: INSEE-tellingen).